# Albert von Rauch

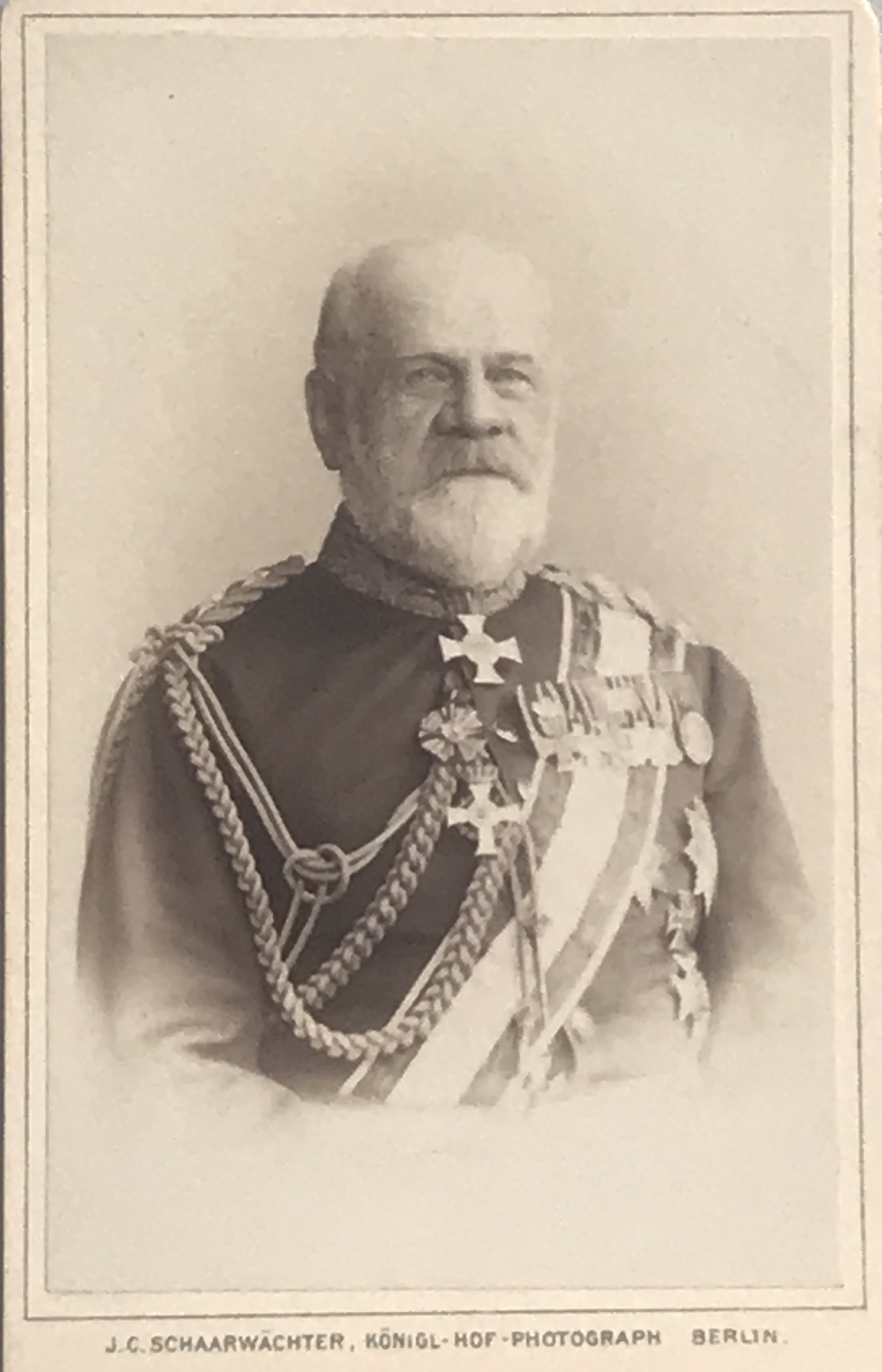
General der Infanterie Albert von Rauch, Fotografie von J.C.Schaarwächter, 1897

Albert Gustav Guido von Rauch (* 21. August 1829 in Berlin; † 28. Januar 1901 ebenda) war ein preußischer General der Infanterie.

## Leben

### Herkunft
Albert von Rauch war ein Sohn des preußischen Kriegsministers, Ehrenbürgers von Berlin und Generals der Infanterie Gustav von Rauch und dessen zweiter Ehefrau Rosalie, geborene von Holtzendorff (1790–1862). Sein Großvater war der Generalmajor Bonaventura von Rauch.
Seine Brüder waren der General der Kavallerie Gustav Waldemar von Rauch und der preußische Oberstallmeister Fedor von Rauch. Sein Halbbruder war der Hofmarschall und Kammerherr Adolf von Rauch, seine Schwester Rosalie Gräfin von Hohenau, morganatische Ehefrau von Prinz Albrecht von Preußen, des jüngsten Bruders König Friedrich Wilhelms IV. und Kaiser Wilhelms I.

### Militärkarriere
Rauch besuchte die Realschule in seiner Heimatstadt und anschließend die Kadettenhäuser in Potsdam und Berlin. 1847 war Albert von Rauch einer der beiden Leibpagen König Friedrich Wilhelms IV.
Nach seiner Kadetten- und Leibpagenzeit wurde er am 22. April 1847 als Sekondeleutnant dem 1. Garde-Regiment zu Fuß der Preußischen Armee in Potsdam überwiesen und 1850 über den Etat des Regiments einrangiert. 1855 wurde er Adjutant der Unteroffizierschule Potsdam. Auf persönlichen Wunsch des Prinzen Friedrich Karl von Preußen, mit dem Rauch aus Potsdamer Jugendtagen eine Freundschaft verband, wurde er im August 1857 zum Adjutanten der 1. Garde-Infanterie-Division ernannt. Bis Ende Mai 1859 avancierte er zum Hauptmann und übernahm im Juni 1860 die 10. Kompanie des 1. Garde-Regiments zu Fuß. Von Juli bis September 1864 war Rauch kurzzeitig zur Vertretung des Kommandeurs der Unteroffizierschule Jülich kommandiert. Während des Krieges gegen Österreich fungierte er 1866 als Kommandant des Hauptquartiers der 2. Armee unter ihrem Oberbefehlshaber, Kronprinz Friedrich Wilhelm von Preußen.
Nach Kriegsende wurde Rauch zum Major befördert und unter Stellung à la suite seines Regiments zum Kommandeur der Unteroffizierschule Potsdam ernannt. Ende Februar 1868 wurde er von seinem Posten entbunden, wieder in sein Regiment einrangiert und in den Stab versetzt. Im Krieg gegen Frankreich führte Rauch 1870/71 als Kommandeur das in Graudenz stationierte III. Bataillon des 1. Garde-Landwehr-Regiments in den Belagerungen von Straßburg und Paris sowie in den Gefechten bei Noircourt, La Malmaison und Droué. Ausgezeichnet mit dem Eisernen Kreuz II. Klasse wurde Rauch nach dem Frieden von Frankfurt im Juni 1871 Kommandeur des II. Bataillons im 1. Garde-Regiment zu Fuß. In dieser Eigenschaft Mitte August 1871 zum Oberstleutnant befördert, erhielt Rauch Ende September noch das Eiserne Kreuz I. Klasse und wurde Anfang Februar 1872 Kommandeur des Lehr-Infanterie-Bataillons. Als Oberst beauftragte man ihn am 12. Dezember 1873 mit der Führung des 1. Badischen Leib-Grenadier-Regiments Nr. 109 in Karlsruhe. Vom 14. Februar 1874 bis zum 2. Februar 1880 war er Kommandeur dieses Verbandes.
Anschließend wurde er unter Beförderung zum Generalmajor Kommandeur der 41. Infanterie-Brigade in Mainz. Während seiner Mainzer Kommandeurszeit fand am 28. September 1883 die Einweihung des Niederwalddenkmals oberhalb der Stadt Rüdesheim am Rhein statt. Auf Befehl Kaiser Wilhelms I. kommandierte Rauch die Parade zur Denkmalseröffnung. Anfang August 1884 übernahm er die Vertretung des beurlaubten Kommandeurs der 19. Division in Hannover. Kurz darauf wurde Rauch mit der Beförderung zum Generalleutnant am 4. September 1884 zum Divisionskommandeur ernannt und am 5. Mai 1888 mit dem Kronenorden I. Klasse ausgezeichnet. In Genehmigung seines Abschiedsgesuchs wurde Rauch am 2. August 1888 mit der gesetzlichen Pension zur Disposition gestellt.
Zugleich folgte er in Berlin seinem Bruder General der Kavallerie Gustav Waldemar von Rauch als Chef der Landgendarmerie nach. In dieser Stellung hatte er die aktiven Dienstzeichen zu tragen und wurde in den Ranglisten weiter geführt. Mitte August 1889 erhielt Rauch den Charakter als General der Infanterie und im April 1897 anlässlich seines 50-jährigen Dienstjubiläums das Patent zu diesem Dienstgrad. Unter Verleihung des Großkreuzes des Roten Adlerordens mit Eichenlaub, Schwertern und Krone wurde Rauch am 25. August 1897 von seiner Stellung als Chef der Landgendarmerie enthoben. Während seiner Dienstzeit wohnte General von Rauch zuletzt im damaligen Berliner Alsenviertel am Kronprinzen Ufer 27 (heute Ludwig-Erhard-Ufer).
Er wurde auf dem Berliner Invalidenfriedhof im Erbbegräbnis der Familie von Rauch (Grabfeld C) bestattet. Auch seine Ehefrau Elisabeth fand dort 1923 ihre letzte Ruhestätte. Beide Gräber sind nicht mehr erhalten.

### Familie
Rauch heiratete am 18. Mai 1866 in Potsdam Elisabeth von Bismarck (* 17. Januar 1845 in Potsdam; † 19. November 1923 in Berlin). Sie war die Tochter des Majors a. D. Klaus von Bismarck und der Constanze von Schleinitz.
Aus der Ehe gingen vier Kinder hervor:
- Rosalie (Rose) (1867–1945), Stiftsdame im Kloster Zehdenick[7]
- Friedrich Wilhelm (1868–1899), Oberleutnant im 1. Garde-Regiment zu Fuß, Militärgouverneur und Erzieher der Söhne Kaiser Wilhelms II. und der Kaiserin Auguste Viktoria[8]
- Sophie (Sonny) (1872–1945)
- Leopold (1876–1955), Leibpage der Deutschen Kaiserin Victoria[9], Oberst a. D. im Großen Generalstab (Leiter der Abteilung Fremde Heere)[10][11][12] ⚭ 1914 Olga von Bismarck (1881–1958), Tochter des Generalmajors Ulrich von Bismarck und seiner Ehefrau Olga, geborene von Gersdorff.